# Diadème (satellites)
Pour les articles homonymes, voir Diadème (homonymie).
Diadème I et Diadème II est le nom donné à deux satellites français de la série D-1 lancés les 8 et 15 février 1967 par un lanceur Diamant-A depuis le Centre interarmées d'essais d'engins spéciaux d'Hammaguir en Algérie. Ces satellites développés par le CNES et construits par Matra ont une mission scientifique de géodésie comme le premier satellite de la série Diapason (D-1A).
Le satellite, d'une masse de 23 kg pour un diamètre de 50 cm, emporte sur une orbite terrestre basse une charge utile scientifique composée de deux émetteurs radio et un réflecteur laser. Il est également équipé d'une expérience « cellules solaires », l'accumulateur est rechargé par un générateur solaire.